# Joel en Ethan Coen
Joel en Ethan Coen, ook wel bekend als De gebroeders Coen, zijn een Amerikaans filmmakersduo, vooral bekend van eigenzinnige postmoderne misdaadkomedies als Raising Arizona, The Big Lebowski, en Burn After Reading, en neo noir-films als Blood Simple, Fargo, The Man Who Wasn't There en No Country for Old Men. In de filmwereld worden de broers ook wel de "tweekoppige regisseur" genoemd, omdat ze meestal zeer nauw met elkaar werken en dezelfde ideeën delen over hoe hun films eruit moeten gaan zien.
De broers regisseren, produceren en schrijven hun eigen films, waarbij in hun vroegere films Joel over het algemeen de regie voor zijn rekening nam en Ethan elke film produceerde. Sinds The Ladykillers hebben de broers echter voor elke film zowel de regie als de productie samen gedaan. Ook hebben ze bijna al hun films zelf gemonteerd. Hierbij gaan beide broers schuil onder het pseudoniem "Roderick Jaynes" (later veranderd in: Roderick Jayenheart).
Joel Coen werd op 29 november 1954 geboren in St. Louis Park, een buitenwijk van Minneapolis. Hij is al sinds 1984 getrouwd met actrice Frances McDormand en samen hebben ze een geadopteerd zoontje genaamd Pedro. Ethan Coen werd geboren op 21 september 1957, eveneens in St. Louis Park. Hij is getrouwd met Tricia Cooke, die ook de montage deed voor drie films van de gebroeders Coen. Hun beide ouders zijn hoogleraar: vader Coen is hoogleraar economie, moeder Coen hoogleraar kunstgeschiedenis.

## Filmcarrière
In het begin van hun carrière werkten de broers vaak samen met regisseur Sam Raimi. Zo deed Joel Coen de montage voor "The Evil Dead" en schreven de broers enkele scripts voor Raimi, waaronder Crimewave en Darkman. In 1984 kwam hun debuutfilm uit, de film noir Blood Simple, met Joels vrouw Frances McDormand in de hoofdrol. De broers werden vanaf dat moment al beschouwd als grote talenten.
Hun tweede film, Raising Arizona uit 1987, met Nicolas Cage, Holly Hunter en John Goodman in de hoofdrollen, was een groot succes bij critici en het publiek. Met deze films kregen de broers een vaste fanschare. Barton Fink uit 1991 werd uitgebracht op het Filmfestival van Cannes, waar Joel de Gouden Palm won voor Beste Regisseur en hoofdrolspeler John Turturro de Gouden Palm voor Beste Acteur.
The Hudsucker Proxy uit 1994 was een commerciële flop en de meningen erover waren verdeeld, maar de daaropvolgende film, Fargo, was een groot succes. De film werd genomineerd voor zeven Oscars, waaronder die voor Beste Film en Beste Regisseur. Frances McDormand won voor haar rol als zwangere politievrouw de Oscar voor Beste Vrouwelijke Hoofdrol, en de broers wonnen voor Best Originele Script.
In 1998 volgde The Big Lebowski, met Jeff Bridges en John Goodman in de hoofdrollen. Alhoewel de film bij de critici gemengde reacties opriep, heeft deze film inmiddels een grote cultstatus verworven. In 2000 volgde O Brother, Where Art Thou?, een vrije bewerking van de Odyssee die zich afspeelt in Mississippi tijdens de Grote Depressie. Voor deze film kregen de broers een Oscarnominatie voor Best Bewerkt Script. Het jaar daarop kwam de film noir The Man Who Wasn't There uit, met Billy Bob Thornton in de hoofdrol. Voor deze film kreeg Joel zijn derde Gouden Palm voor Beste Regisseur.
In 2003 kwam Intolerable Cruelty uit, een moderne screwball comedy met George Clooney en Catherine Zeta-Jones in de hoofdrollen. Dit was de eerste film van de gebroeders Coen waarvoor zij niet het originele script hebben geschreven. Het jaar daarop maakten ze een remake van The Ladykillers met Tom Hanks in de hoofdrol.
Hun grootste succes behaalden ze met No Country for Old Men. Met deze fatalistische thriller wisten de beide broers vier Oscars, waaronder die voor Beste Film en Beste Regisseur, binnen te slepen. De film werd gemaakt met een budget van 25 miljoen dollar en leverde in totaal $ 171 miljoen op.

## De kring rondom de broers
De gebroeders Coen werken geregeld samen met dezelfde mensen. Zo werken ze vaak samen met regisseur Sam Raimi. De broers schreven het script voor Raimi's Crimewave en schreven mee aan Darkman. Sam Raimi kreeg een klein rolletje in Miller's Crossing en schreef mede het script voor The Hudsucker Proxy.
Barry Sonnenfeld was de cameraman voor de eerste drie films van de gebroeders Coen. Na Miller's Crossing uit 1990 maakte hij een succesvolle carrière als filmregisseur van films als Get Shorty, The Addams Family en Men in Black. In 2004 was Sonnenfeld een van de producenten van The Ladykillers. Momenteel is Roger Deakins de vaste cameraman van Joel en Ethan Coen.
De filmmuziek wordt voor alle films gecomponeerd door Carter Burwell, hoewel er ook fragmenten met behulp van samples van anderen in zijn verwerkt.
Joel en Ethan Coen maken vaak gebruik van een vaste groep acteurs. John Turturro, George Clooney, Steve Buscemi, Frances McDormand, John Goodman, Holly Hunter, Jon Polito, Stephen Root, Josh Brolin, Richard Jenkins en Michael Badalucco zijn te zien geweest in minstens drie films van de gebroeders Coen.
De twee broers gaan er ook prat op dat ze met Apple hard- en software werken. Als dank voor Apple hebben ze een introductiefilmpje gemaakt met betrekking tot Final Cut Studio.

## Filmografie
- Blood Simple (1984)
- Raising Arizona (1987)
- Miller's Crossing (1990)
- Barton Fink (1991)
- The Hudsucker Proxy (1994)
- Fargo (1996)
- The Big Lebowski (1998)
- O Brother, Where Art Thou? (2000)
- The Man Who Wasn't There (2001)
- Intolerable Cruelty (2003)
- The Ladykillers (2004)
- No Country for Old Men (2007)
- Burn After Reading (2008)
- A Serious Man (2009)
- True Grit (2010)
- Inside Llewyn Davis (2013)
- Hail, Caesar! (2016)
- The Ballad of Buster Scruggs (2018)
- The Tragedy of Macbeth (2021) (script en regie enkel door Joel Coen)
- Jerry Lee Lewis: Trouble in Mind (2022) (regie enkel door Ethan Coen)
- Drive-Away Dolls (2024) (regie enkel door Ethan Coen)
- Honey Don't! (2025) (regie enkel door Ethan Coen)